# Ивелина Атанасова-Генчев
Ивелина Атанасова-Генчев е български интернет предприемач, експерт в областта на пазарни стратегии , дигитална трансформация и маркетинг на растежа. Автор на книгата "Методът BRAVO - маркетинг мастърклас" 
 и създател на бизнес коучинг програмата "Скритият Ключ на Метода BRAVO".

## Биография
Родена на 16 октомври 1983 г. във Варна. Завършва ГПЧЕ „Йоан Екзарх“, Варна, с профил немски език. Между 2002 и 2007 година Ивелина учи международни икономически отношения в Стопанска академия „Димитър А. Ценов“ и корпоративно приложен маркетинг в Икономически университет – Варна. Тя е сертифициран експерт по бизнес коучинг към школата на Intunity Coaches.

## Обществена дейност и социални инициативи
Създател на първата по рода си „Бизнес Kлиника®️“ за дигитална трансформация,  Ивелина Атанасова-Генчев е известна като обществен застъпник за икономическото овластяване на жени чрез информационно-комуникационните технологии и достъп до качествено образование от ранна детска възраст.
През 2014 година, Ивелина основава глобалната инициатива DigitalKidZ , която цели да повиши дигиталната грамотност на учители, родители и деца. Инициативата е отличена с награда за „Социална кампания на България“ от Forbes през 2016 година  и  е финалист на наградите на на Innovation in Politics през 2019г. в Берлин, печелейки отличие за това, че подобрява качеството на живот на европейксите граждани. 
Ивелина Атанасова - Генчев е автор на теорията за „дигиталните деца“  и основател на глобалната инициатива за трансформация на образованието DigitalKidZ: Училище с отворен код® 
През 2021г. става съ-основател на българския клон на световната организация Women In Tech®️ & Leadership - Bulgaria.
 

## Награди
Ивелина Атанасова-Генчев е отличена с множество награди, включително:
- 2021 – Включена e в списъка на SuperCharger Venture за най-вдъхновяващите жени – лидери в областта на TechEdu индустрията в световен мащаб[20]
- 2017 – Отличие от президента Румен Радев за особено висок принос в областта на компютърните технологии
- 2016 – Жена на годината (сп. „Грация“), категория: Технологии и иновации[21]
- 2015 – 40 до 40 – класацията на Дарик радио за личностите, които променят облика на България
- 2015 – Жена предприемач на България (Български център на жените в технологиите – BCWT)